# 454

## Събития
- Битка при Недао – хуните претърпяват поражение от разбунтувалите се гепиди, остготи и херули

## Родени
- Теодорих Велики (Flavius Theodoricus Rex; Theoderich) в Панония, крал на остготите

## Починали
- 21 септември – Аеций, римски военачалник